# Microparra capensis
La jacana minore (Microparra capensis, Smith 1839) è un uccello della famiglia dei Jacanidae dell'ordine dei Charadriiformes e unico rappresentante del genere Microparra.

## Sistematica
Microparra capensis non ha sottospecie, è monotipica.

## Distribuzione e habitat
Questo uccello vive in Africa a sud del Sahara, lo si può incontrare più precisamente al di sotto di una linea immaginaria che va dalle regioni meridionali della Mauritania a quelle dell'Etiopia.